# Aleksandrijska knjižnica
Aleksandrijska knjižnica je najveća i najznamenitija knjižnica staroga vijeka. Bila je smještena u gradu Aleksandriji na području Egipta, koji je bio središte helenističke kulture i znanosti.

## Povijest

### Osnutak i djelovanje
Knjižnicu je osnovao egipatski faraon Ptolemej I. Soter (367. – 283. pr. Kr.) u 3. stoljeću pr. Kr. po savjetu Demetrija Faleronskog, a znatno ju je proširio njegov sin i nasljednik Ptolemej II. Filadelf (309. – 246. pr. Kr.) usmjerivši se na sakupljanje svih knjiga napisanih na grčkome kao i grčkih prijevoda značajnih djela autora izvan grčkog kulturnog kruga.
Knjižnica se nalazila u okviru kraljevske palače, u tzv. Brukheju koji je bio u sastavu muzeja (Museion), odnosno svetišta muza, a sadržavala je nekoliko desetaka tisuća djela napisanih, prema izvorima, na oko 500.000 do 700.000 papirusnih svitaka. Knjižnica nije bila otvorena za javnost nego samo za studente i znanstvenike i vjeruje se da je sadržavala većinu cjelokupnog znanja antičkog svijeta.
Brojni svici rukopisa bili su pisani na gotovo svim tada poznatim jezicima (grčki, latinski, aramejski, hebrejski, jezici naroda Mezopotamije, perzijski, arapski, pa i indijski). U Muzeju se istraživala biologija, medicina, matematika, astronomija, filologija, geografija i povijest.
Upravitelji knjižnice bili su geograf i matematičar Eratosten, filolog Aristofan iz Bizanta, astronom Aristarh te gramatičar Zenodot iz Efeza. Pjesnik Kalimah načinio je svojevrsni katalog knjižnice pod nazivom Tablice (Pinakes).

### Prvo uništenje knjižnice
Godine 47. pr. Kr. u vrijeme rimskog građanskog rata, Egipat se umiješao u sukob između Julija Cezara i Rimskog senata te je tom prilikom Cezar dao zapaliti egipatsku flotu u luci, a vatra se proširila na obalu i zapalila knjižnicu koja je većim dijelom uništena.
Kasnije je Marko Antonije, kako bi udovoljio kraljici Kleopatri nadomjestio dio uništene knjiške građe preseljenjem oko 200.000 svitaka iz Pergamske knjižnice.

### Drugo i treće uništenje knjižnice
Godine 270. rimski car Aurelijan uništio je ostatke glavne knjižnice tijekom vojne kampanje na Aleksandriju.
Premda je glavna knjižnica bila uništena, ostala je manja knjižnica smještena u Serapeju (Serapeion), hramu grčko-egipatskog božanstva u kojem su se čuvali duplikati djela iz veće knjižnice. Godine 391. rimski car Teodozije I. naredio je zatvaranje svih poganskih hramova u Carstvu, zbog čega je agitacijom patrijarha Teofila srušen Serapisov hram. Prema nekima, tom prigodom bi bila uništena i knjižnica koja se navodno nalazila u tom hramu. Drugi autori upozoravaju da izvori ne potvrđuju da se u Serapeju u doba njegovog uništenja doista nalazila nekakva knjižnica; izvještaji o uništenju hrama - kako oni koje su pisali kršćanski, tako i oni koje su pisali ne-kršćanski autori - uopće ne spominju da bi u se u hramu nalazile bilo kakve knjige.

### Četvrto "uništenje" knjižnice
Kada je muslimanska vojska osvojila Aleksandriju 642. godine nakon što je porazila bizantijsku vojsku u bitci kod Heliopolisa, zapovjednik je upitao halifu Omera šta da rade s knjižnicom, odnosno s knjigama. On je dao čuveni odgovor: "One ili su u suprotnosti s Kuranom, što znači da su hereza, ili se slažu sa njim, što znači da su suvišne". Ovakav scenarij većina današnjih znanstvenika odbacuje, s obzirom na to da nema nikakvih dokaza da je knjižnica bila u funkciji nakon 4. stoljeća.

### Nova knjižnica
Nova moderna knjižnica otvorena je u Aleksandriji 2002. godine.